# ریکاردو مارتینلی
ریکاردو مارتینلی (به انگلیسی: Ricardo Martinelli) (زاده ۱۱ مارس ۱۹۵۲) رئیس جمهور وقت محافظه کار پاناما است.
وی صاحب بزرگترین شبکه فروشگاه و سوپرمارکت‌های زنجیره‌ای در این کشور است.
ریکاردو مارتینلی؛ نامزد «ائتلاف به خاطر تغییر»، در انتخابات سوم ماه مه سال ۲۰۰۹ توانست با کسب ۶۱ درصد آرا در مقابل خانم بالبینا هررا وزیر سابق مسکن پاناما و کاندیدای حزب حاکم (گرایش چپ میانه) که ۳۶ درصد آرا را کسب کرد، پیروز شود.
خانم بالبینا هررا سابقه سازماندهی تظاهرات ضد آمریکایی و علیه جرج بوش را دارد. وی نامزد ائتلاف متشکل از احزاب انقلابی دموکراتیک، مردمی و لیبرال بود.
ریکاردو مارتینلی، جایگزین مارتین توریخوس شد.